# Petria Thomas
Petria Ann Thomas (Lismore, 25 de agosto de 1975) es una nadadora australiana especializada en pruebas de estilo mariposa, donde consiguió ser campeona olímpica en 2004 en los 100 metros.

## Carrera deportiva
En los Juegos Olímpicos de Atenas 2004 ganó la medalla de oro en los 100 metros estilo mariposa, con un tiempo de 57.72 segundos, por delante de la polaca Otylia Jędrzejczak y la neerlandesa Inge de Bruijn.